# Živilė Mikėnaitė
Živilė Mikėnaitė (*  1970 in Šiauliai) ist eine litauische Verwaltungsjuristin, Leiterin der nationalen Gefängniswesen-Behörde, General.

## Leben
Nach dem Abitur an der Mittelschule absolvierte Živilė Mikėnaitė das Diplomstudium der Mathematik am Pädagogischen Institut in Šiauliai und wurde Mathematik-Lehrerin. 2003 absolvierte sie das Magisterstudium der Rechtswissenschaft an der Universität Vilnius in Vilnius.
Živilė Mikėnaitė diente in der Polizei in Šiauliai. Ab 2000 arbeitete sie als Polizeikommissarin-Inspektorin in der Polizei Vilnius.
Ab 2003 diente sie bei Kalėjimų departamentas und 8 Jahre leitete die Personalabteilung.  Ab September 2011 leitete sie die Justizvollzugsanstalt in Kaunas als Direktorin. Seit Juni 2015 leitet sie die nationale Gefängniswesen-Behörde Litauens als Direktorin. Sie wurde auch zum General im Innendienst befördert.